# Selaginella aenea
Selaginella aenea är en mosslummerväxtart som beskrevs av Otto Warburg. Selaginella aenea ingår i släktet mosslumrar, och familjen mosslummerväxter. Inga underarter finns listade i Catalogue of Life.